# Oscar Vicente Scavone
Oscar Vicente Scavone (Asunción, 2 de julio de 1955) es un empresario y dirigente deportivo paraguayo. Fue presidente del Club Olimpia durante el período comprendido entre 2004 y 2006. En la actualidad, ostenta el título de presidente honorario y continúa siendo un colaborador activo en dicho club. Además, dirige y preside un grupo empresarial que abarca diversos sectores industriales y es considerado una de las personas más adineradas de su país.

## Biografía
Nació el 2 de julio de 1955 en la ciudad de Asunción, capital del Paraguay. Es hijo de Pascual Manuel Scavone Gianni, pionero en la industria farmacéutica paraguaya y de María Amelia Rivas. Está casado con Rosa María Giagni.
El 28 de junio de 1984, Scavone fundó el grupo farmacéutico Éticos, que ha ganado reconocimiento a nivel internacional. Desde su creación, él ha ocupado la posición de presidente de la empresa.
En el ámbito deportivo fue vicepresidente del Club Olimpia en el año 1994 y 1996-1999, durante la presidencia del expresidente Osvaldo Domínguez Dibb, y presidente de 2004 a 2006. Scavone es el tercer presidente del Club Olimpia de su familia, siguiendo los pasos de su padre y abuelo. A mediados del mes de mayo de 2016, fue nombrado ―junto al japonés Akihio Hara y al ghanés Anin Yeboah― miembro del Comité de Ética de la FIFA, tras una asamblea de la Conmebol realizada en México.
En el ámbito político, Scavone había sido designado asesor económico y comercial en carácter ad honorem por Horacio Cartes al inicio de su mandato.
En 2019, fue incluido en la lista "Top ten de los hombres más ricos del Paraguay" realizado por el medio de comunicación Campo 9. Scavone fue ubicado en el puesto número 5 por detrás de Aldo Zuccolillo (4), Juan José Zapag (3), Horacio Cartes (2) y Antonio J. Vierci (1).
En la actualidad reside en Asunción, Paraguay, donde dirige un grupo de empresas en las industrias farmacéutica, plástica y gráfica que exportan al Mercosur y otros países de América Latina.
Oscar Vicente Scavone es además colaborador activo del Club Olimpia y nombrado presidente honorario de la institución, tras el arribo de Marco Trovato a la primera magistratura. La dirigencia del Club Olimpia, había propuesto plasmar el nombre de Scavone en un sector del Estadio Manuel Ferreira como muestra de agradecimiento. Sin embargo, esta propuesta fue rechazada por el mismo Scavone señalando que no es necesario y que recibe diariamente gratificaciones por parte del club.